# Dana Mann
Dana Mann est une kayakiste slovaque née le 6 septembre 1984 à Bratislava.

## Palmarès

### Championnats du monde
- 2011 à Bratislava,  Slovaquie
  -  Médaille d'or en équipe 3xK1

### Coupe du monde
- 2011
  -  Médaille d'argent en K1

### Championnats d'Europe de canoë-kayak slalom
- 2012 à Augsbourg,  Allemagne
  -  Médaille de bronze en équipe 3xK1
- 2011 à La Seu d'Urgell,  Espagne
  -  Médaille de bronze en équipe 3xK1
- 2010 à Bratislava
  -  Médaille de bronze en équipe 3xK1